# Luigi Cigolla
Luigi Cigolla (* 17. August 1942 in Vigo di Fassa; † 31. Mai 2025) war ein italienischer Politiker.

## Biographie
Cigolla studierte an der Universität Bologna Fremdsprachen und Politikwissenschaft. Ab 1976 arbeitete er in der Südtiroler Landesverwaltung.
1993 wurde Cigolla auf der Liste Democrazia Cristiana – Partito Popolare Alto Adige in den Südtiroler Landtag und damit gleichzeitig den Regionalrat Trentino-Südtirol gewählt. 1994 wurde er im Kabinett Durnwalder II Mitglied der Landesregierung, in der er für italienische Schule und Kultur sowie Wohnungsbau zuständig war. Von 1998 bis 2003 war er als Vertreter von Il Centro – Unione Democratica dell'Alto Adige (der lokale Ableger der Cristiani Democratici Uniti) erneut Landtagsabgeordneter, woraufhin er im Kabinett Durnwalder III mit denselben Zuständigkeiten betraut wurde. 2003 gelang ihm – diesmal als Vertreter der Unione Autonomista – ein drittes Mal der Einzug in den Landtag. Bis Dezember 2008 war er im Kabinett Durnwalder IV Landesrat für die Ressorts Vermögensverwaltung, italienische Kultur und Wohnungsbau; nach der Wahl Luisa Gnecchis im April 2008 in die italienische Abgeordnetenkammer diente er zusätzlich noch kurzzeitig als Landeshauptmannstellvertreter. Bei den Landtagswahlen im Oktober 2008 trat er für Italia dei Valori an, konnte aber kein Mandat mehr erringen.